# 국도 제6호선 (핀란드)
국도 제6호선(핀란드어: Valtatie 6, 스웨덴어: Riksväg 6)은 핀란드의 로비사에서 카야니까지 이어주는 총 연장 604km의 거리로 이어주는 핀란드의 일반 국도이다. 해당 도로는 주로 핀란드의 동쪽 지역을 이어주고 있지만, 통과하는 지역은 카렐리야가 대표적이다.